# Zhu Gui

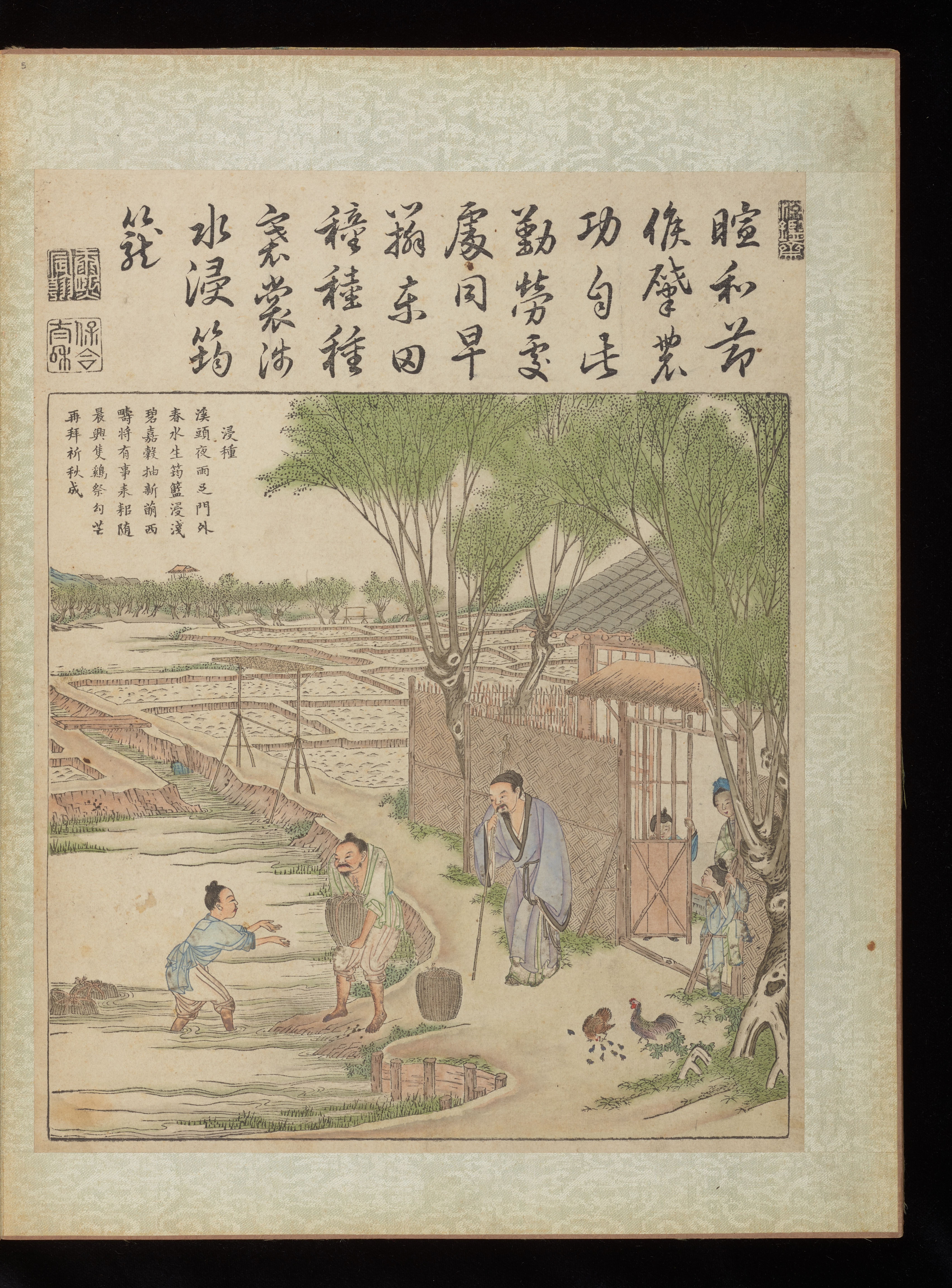
Afbeelding van Illustraties van landbouw en zijdeteelt in opdracht van de keizer (Tilling and Weaving) (1696), houtsnede door Zhu Gui naar ontwerpen van Jiao Bingzhen, Chester Beatty Library

Zhu Gui (Chinees: 朱圭) (ca. 1644 - 1717) is een blokdrukillustrator  uit de Qing Dynastie, geboren in Suzhou (Jiangsu provincie). Suzhou is bekend geweest onder verschillende namen zoals Wujun en Wuxian en soms worden deze namen gebruikt als zijn geboortestad. Zhu heeft enkele bekende werken op zijn naam staan met oa de Wu Shuang Pu, dit is een boek met boek met 40 ongeëvenaarde helden (1694) en verder heeft hij ook de 46 afbeeldingen van de rijstbouw (landbouw/ploegen) en zijdeteelt (weven) (1696) gemaakt, dit was op verzoek van keizer Kangxi.

## Werk
- Portretten van 24 officials in het Lingyan Paviljoen is een boek met prenten gemaakt in 1668.[3]
- Wu Shuang Pu is een boek uit 1694 met afbeeldingen en gedichten van 40 ongeëvenaarde helden en heldinnen van de Han Dynastie tot en met de Song Dynastie, met oa keizers, generaals, filosofen, dichters, kluizenaars, politicus, ontdekkingsreiziger en meer. Deze afbeeldingen worden nog steeds gebruikt op porselein.
- In de periode 1696 tot 1713 werkte Zhu Gui voor het hof van keizer Kangxi. In navolging van eerdere keizers heeft keizer Kangxi opdracht gegeven voor het vastleggen van het dagelijkse leven in China tijdens de Kangxi periode door middel van prenten en gedichten. Deze traditie wordt vormgegeven door prenten van series van "Landbouw en Weven". Zhu Gui heeft samen met Mei Yufeng (梅裕鳳) de gravures gemaakt waarna Jiao Bingzhen (焦秉貞) de schilderingen heeft gemaakt.[4] Deze afbeeldingen worden nog steeds gebruikt op porselein.
- In 1712 maakte Zhu Gui samen met Mei Yufeng een overzicht met zesendertig afbeeldingen van het keizerlijke zomerpaleis.
- "Boek met afbeeldingen van de ceremonie van het eeuwige leven" is een reeks van 146 doorlopende gravures over een totale lengte van ca. 50 meter uit 1717 die Zhu Gui heeft gegraveerd.[5] Dit boek is opgenomen in de Siku Quanshu.